# Hanna Turtschynowa

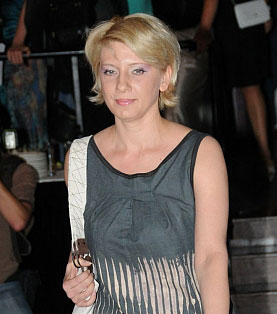

Hanna Wolodymyriwna Turtschynowa (ukrainisch Ганна Володимирівна Турчинова, russisch Ханна Владимировна Турщикова/ Hanna Wladimirowna Turtschijnowa; * 1. April 1970 in Dnipropetrowsk, Oblast Dnipropetrowsk, Ukrainische SSR, Sowjetunion als Hanna Wolodymyriwna Belyba) ist eine ukrainische Lehrerin und die Ehefrau des ukrainischen Übergangs-Präsidenten, Oleksandr Turtschynow. Als solche war sie vom 23. Februar 2014 bis zum 7. Juni 2014 First Lady der Ukraine.

## Leben und Wirken
Hanna Turtschynowa kam 1970 in Dnipropetrowsk als Tochter von Tamara Petrowna Belyba und Wolodymyr Kutschmich Belyba zur Welt und absolvierte die Nationale Oles-Hontschar-Universität Dnipro. Danach vollendete sie ein Postgraduales Studium an der Nationalen Linguistischen Universität Kiew. Ab 1995 begann die Ukrainerin als Englischlehrerin an der Nationalen Pädagogischen Universität M. P. Drahomanow zu unterrichten. 1991 heiratete sie Oleksandr Turtschynow. Mit ihm bekam sie 1994 einen Sohn namens Kyrylo. Seit 2006 ist sie Leiterin der Abteilung für Fremdsprachen an derselben Universität. Im Jahr 2016 versuchte ein Mann, der aus dem besetzten Gebiet im Donezbecken nach Kiew kam, Hanna Turtschynowa während ihrer Arbeit zu erstechen. Der Täter wartete vor ihrem Arbeitsbüro auf sie. Da sich der Mann auf ein Foto aus dem Internet verließ, auf dem Hanna Turtschynowa einen Kurzhaarschnitt hatte, griff er aufgrund der schlechten Lichtverhältnisse eine andere Lehrerin mit einem ähnlichen Haarschnitt an.